# Carlos Flores Balcázar
Carlos Santiago Flores Balcázar es un político peruano. Fue consejero regional de Lima entre 2003 y 2006 y alcalde de la provincia de Huarochirí entre 1987 y 1989.
Miembro del Partido Aprista Peruano. Su primera participación política se dio en las elecciones municipales de 1983 cuando fue elegido por el APRA como regidor de la provincia de Huarochirí. En las elecciones municipales de 1986 fue elegido alcalde provincial de Huarochirí. Tentó sin éxito su reelección en las elecciones municipales de 1989. Participó, también, en las elecciones regionales del 2002 como candidato a consejero regional por el Partido Aprista obteniendo la elección. Tentó por última vez la alcaldía de la provincia de Huarochirí en las elecciones municipales del 2006 por el partido Confianza Perú sin obtener la representación.